# La vida en un bloc
La vida en un bloc es una obra de teatro en dos actos escrita por Carlos Llopis y estrenada en el Teatro de la Comedia de Madrid en 1952.

## Argumento
La obra transcurre en un pequeño pueblo español, cuyo médico, Nicomedes Gutiérrez, tiene la costumbre de apuntar todos lo que acontece en su vida en un bloc. Pretende casarse con la maestra, aunque antes de pasar por el altar, decide vivir una aventura sentimenal. Esta experiencia le hará replantearse muchas cosas sobre su propia vida.

## Curiosidades
- El día del estreno, el autor intentó cancelar la función, alegando que no se disponía de uno de los tres decorados que aparecían. El incidente provocó un retraso de media hora en el inicio de la representación, lo que alteró los ánimos del público. Sin embargo, finalmente tuvo una excelente acogida.

- Supuso el estreno de Fernando Fernán Gómez como director teatral.

## Representaciones destacadas
- Teatro
  - 1952. (Estreno). Dirección: Fernando Fernán Gómez. Intérpretes: Manuel Alexandre, Mercedes Muñoz Sampedro, Juan Espantaleón.
  - 1953. (Estreno en Barcelona). Intérpretes: Ismael Merlo, Milagros Pérez León, Carmen Lozano, Lina Canalejas.

- Cine
  - La vida en un bloc (1956), de Luis Lucia. Intérpretes: Alberto Closas, María Asquerino, José Luis Ozores, José Luis López Vázquez, Elisa Montés.

- Televisión
  - Primera fila (17 de marzo de 1965). Intérpretes: Juanjo Menéndez, Amparo Baró, Carmen Bernardos, Jesús Enguita.
  - Estudio 1 (5 de junio de 1981). Intérpretes: Paco Morán, Margarida Miguillón, Alejandro Ulloa, María Dolores Gispert, Ventura Oller, Marta Flores y Alodia Domínguez.